# Struna (terminološka baza)
Struna je terminološka baza hrvatskoga strukovnog nazivlja u kojoj se sustavno prikuplja, stvara, obrađuje i tumači nazivlje različitih struka radi okupljanja i usklađivanja nazivlja na hrvatskome jeziku.

## Skrb o hrvatskome strukovnom nazivlju
Skrb o hrvatskome strukovnom nazivlju – bitnoj sastavnici hrvatskoga standardnog jezika – jedna je od temeljnih zadaća Instituta za hrvatski jezik i jezikoslovlje. Nazivlje je ključ stručnoga i znanstvenoga sporazumijevanja. Rad na nazivlju stoga je iznimno važan i veoma zahtjevan posao koji je u nas donedavno bio prilično zanemaren. Osnivanjem Strune stvorene su temeljne pretpostavke za njegov razvoj na nacionalnoj razini. Ovim se programom izgrađuje terminološka infrastruktura kakvom već raspolažu gotovo sve europske države. U trenutku pristupanja Europskoj uniji, kad hrvatski postaje jednim od njezinih službenih jezika, normiranje nazivlja neodgodiv je zadatak.
Projekt izgradnje hrvatskoga strukovnog nazivlja pokrenut je na inicijativu Vijeća za normu hrvatskoga standardnog jezika, a Hrvatska zaklada za znanost financijski ga podupire od 2008. godine. Za nacionalnoga koordinatora izabran je Institut za hrvatski jezik i jezikoslovlje (vidi Iz povijesti Strune). Zaklada dvaput godišnje raspisuje natječaj za potporu projektima izgradnje nazivlja pojedinih struka. U Struni ravnopravno surađuju stručnjaci jezikoslovne struke sa stručnjacima drugih struka. Institut za hrvatski jezik i jezikoslovlje kao nacionalni koordinator pruža terminološku, kroatističku i tehničku podršku prihvaćenim projektima. Program izgradnje hrvatskoga strukovnog nazivlja jedini je djelatni oblik terminološkoga planiranja u Republici Hrvatskoj.
Rad na Struni odvija se u suradnji dvaju institutskih odjela, Odjela za opće, poredbeno i računalno jezikoslovlje i Odjela za hrvatski standardni jezik, koji su odgovorni za terminološku i jezičnu pouzdanost Strune. Za izbor naziva i točnost stručnih podataka iz različitih područja i struka u Struni odgovorni su urednici projekata.
U Strunu je dosad uključeno trinaest različitih struka, a u trenutku otvaranja za javnost dostupno je nazivlje deset struka: brodostrojarstva, fizike, građevinarstva, kartografije i geoinformatike, kemije, korozije i zaštite materijala, polimerstva, stomatologije, strojnih elemenata te zrakoplovstva. U tijeku je rad na nazivlju iz antropologije, pomorstva i prava EU-a pa će i ono biti dostupno javnosti sredinom 2012. godine.
U okviru programa Struna uspostavlja se stručna i znanstvena suradnja među ustanovama koje se bave različitim vidovima terminološkoga rada. Treba posebno istaknuti i suradnju s Hrvatskim zavodom za norme. Zahvaljujući toj suradnji u Strunu je uvršteno i nazivlje iz odabranih terminoloških norma (vidi Popis norma).

## Suradnici
Maja Bratanić bila je voditeljica Strune od listopada 2009. do prosinca 2015., a Željko Jozić od siječnja 2016. do listopada 2017. Bruno Nahod voditelj je programa Struna od listopada 2017.
U programu Struna stalno ili povremeno sudjeluju članovi više institutskih odjela.
Terminolozi su članovi Odjela za opće, poredbeno i računalno jezikoslovlje: Marina Bergovec, Ivana Brač, Antun Halonja, Maja Lončar, Bruno Nahod, Ana Ostroški Anić, Siniša Runjaić, Tomislav Stojanov i Ivo-Pavao Jazbec.
Jezični savjetnici uglavnom su suradnici Odjela za hrvatski standardni jezik pod koordinacijom voditeljice Odjela Milice Mihaljević i Lane Hudeček:
Goranka Blagus-Bartolec, Tomislava Bošnjak Botica, Jurica Budja, Kristian Lewis, Ivana Matas-Ivanković, Alen Milković i Irena Miloš te Ankica Čilaš Šimpraga, Ivana Kurtović-Budja i Perina Vukša iz drugih institutskih odjela.
Kao savjetnici za strane jezike na Struni surađuju i Barbara Štebih Golub (njemački), Sanja Perić-Gavrančić (latinski), Ivana Lovrić-Jović (talijanski) i Tomislava Bošnjak Botica (francuski).
Bazu podataka, radno sučelja za bazu i tražilicu izradio je Vedran Cindrić.
Tražilicu je grafički oblikovao Darko Blažević.

## Načela i način rada
U radu na izgradnji hrvatskoga strukovnog nazivlja primjenjuje se prilagođena inačica tradicionalnoga terminografskog opisa koja počiva na načelima razrađenima u normama ISO-a (u okviru Tehničkoga odbora 37) i drugoj terminološkoj literaturi. Ta su načela objašnjena i potkrijepljena primjerima na hrvatskome jeziku u Hrvatskome terminološkom priručniku autorica Lane Hudeček i Milice Mihaljević izrađenome za potrebe Strune.
Terminolozi iz Odjela za opće, poredbeno i računalno jezikoslovlje obučeni su za terminografski rad i većina ih ima i međunarodni certifikat ECQA Certified Terminology Manager.
U Institutu se organiziraju terminološke radionice u kojima se stručnjaci koji izgrađuju nazivlja svojih struka upoznaju s temeljnim terminološkim načelima i upućuju u rad s bazom preko mrežnoga sučelja i tako osposobljavaju za terminološki rad. Teme su radionica: Stvaranje novih naziva i terminološka načela, Pogreške pri uspostavi naziva i definicija, Utjecaj engleskoga jezika na hrvatski pri uspostavi naziva i stvaranju definicija, Terminološka baza podataka, Terminološka definicija i Najčešće pogreške u terminografskome radu.
Stručnjaci pojedinih struka unose u bazu nazive svojih struka, njihove definicije i druge podatke, a jezikoslovci iz Instituta zaduženi su za terminografsku i kroatističku provjeru predloženih naziva. O svim se rješenjima raspravlja na posebnim projektnim radionicama, a problemi se rješavaju redovito suradnjom i praćenjem rada u terminološkoj bazi.

## Sadržaj terminološke baze
U Struni se u trenutku otvaranja za javnost nalazi oko 30 000 hrvatskih naziva (vidi Projekti), njihove istovrijednice na engleskome jeziku i na nekim drugim europskim jezicima.
Zapis svakoga naziva može sadržavati sljedeće elemente:
1. naziv na hrvatskome jeziku
2. jezičnu odrednicu
3. skraćeni oblik naziva
4. definiciju
5. kontekst
6. predloženi naziv (IHJJ)
7. istoznačnice (sinonime), tj. nazive na hrvatskome jeziku s oznakom normativnoga statusa naziva (dopušteni naziv, predloženi naziv, nepreporučeni naziv, zastarjeli naziv, žargonizam)
8. istovrijednice (ekvivalente), tj. nazive na stranim jezicima
9. suprotnicu (antonim)
10. kratice na hrvatskome i/ili stranome jeziku
11. podređene nazive
12. simbol
13. jednadžbu
14. formulu
15. poveznicu
16. napomenu
17. privitak
18. razredbu (oznaku znanstvenoga polja i grane te projekta kojemu naziv pripada)
19. vrela (naziva, definicije i konteksta)

Obvezatne su kategorije označene podebljano.
Znanstvena i umjetnička područja raspoređena su prema razredbi iz Pravilnika Nacionalnoga vijeća za znanost objavljenoga 2009. godine.
Cilj je terminološkoga opisa normiranje naziva, što znači da se izborom i prikazom naziva u bazi preporučuje uporaba najprihvatljivijega naziva za određeni pojam. Pritom se popisuju i drugi supostojeći nazivi za isti pojam, no svakomu se pridjeljuje njegov normativni status.
Razlikujemo naziv i njegove istoznačnice koje mogu biti označene kao: dopušteni naziv, predloženi naziv, nepreporučeni naziv, zastarjeli naziv i žargonizam.
Zadaća je Instituta za hrvatski jezik i jezikoslovlje predložiti jezično najprihvatljiviji naziv koji se najbolje uklapa u sustav hrvatskoga standardnog jezika, ali i u sustav nazivlja struke o kojoj je riječ. To je u pravilu i naziv od kojega se najlakše tvore značenjski povezani nazivi.
U slučaju kad je naziv dug, predlaže se i njegov skraćeni oblik koji se može upotrebljavati u definicijama.
Kad pojedini projekti ne prihvate naziv koji je po sudu institutskih stručnjaka najprimjereniji, on se navodi u posebnoj rubrici kao predloženi naziv (IHJJ).
Dopušteni su nazivi oni koji se susreću u struci kao potpune istoznačnice preporučenoga naziva, ali su po nekome kriteriju manje normativno prihvatljivi od preporučenoga naziva. Ti se nazivi ne upotrebljavaju u definicijama.
Nepreporučenim nazivima smatraju se nazivi koji nisu prihvatljivi za uporabu u strukovnome jeziku jer su jezično neprihvatljivi ili pogrešno ili nepotpuno izražavaju pojam na koji se odnose.
Zastarjeli su nazivi oni nazivi koji se u jeziku struke više ne upotrebljavaju.
Žargonizmi su izrazi koji se upotrebljavaju u neslužbenome razgovoru među stručnjacima, a često su posuđenice iz drugih jezika, metaforični izrazi i sl.
Strani nazivi i dijelovi naziva pisani u izvornome obliku istaknuti su kurzivom. Uz njih se navodi i odgovarajuća jezična odrednica o podrijetlu naziva izražena kodovima ISO-a za nazive jezika.
Značenje svakoga naziva opisuje se definicijom koja objašnjava razliku između pojma pridruženoga nazivu i drugih povezanih pojmova.
Pojmovni se sustav gradi i navođenjem podređenih naziva. Primjer uporabe naziva u kontekstu uvijek je izvorni navod iz stručne literature, a navodi se u rubrici kontekst.
U zapisu svakoga naziva navode se i istovrijednice na drugim jezicima, u pravilu uvijek na engleskome, a često i na drugim europskim jezicima. Tako se osigurava međujezična razmjenjivost terminoloških podataka.
Uz naziv se, ako postoje, prikazuju i kratice, a u skladu s prirodom naziva može se navesti i simbol, formula, jednadžba, poveznica te grafički prilog.
Vrela naziva, definicije i konteksta otvaraju se pritiskom na znak (i) i navode se na dnu prikaza naziva. Vrelo se obvezatno navodi uz kontekst, dok se uz naziv navodi onda kad se želi naglasiti da je naziv povezan s određenim autorom ili vrelom, ili da ga je skovao sam obrađivač. Vrela za definicije navode se kad je definicija iz vrela doslovno preuzeta ili je tek neznatno preuređena.
Nastojalo se da uporaba tražilice Strune bude intuitivna i razumljiva, prikaz naziva pregledan te da korisnik u Struni lako i brzo nađe traženi naziv.

## Pretraživanje Strune

### Automatsko dopunjavanje
Automatsko dopunjavanje pomoćni je način pretraživanja i pokreće se unosom trećega znaka u polje za upit. U dvama stupcima ispisuju se nazivi koji počinju tim nizom znakova. Unosom dodatnih znakova popis se naziva sužava. Upiše li se niz znakova koji u bazi ne postoji, automatsko će se dopunjavanje isključiti.
Pritiskom tipke miša na naziv u popisu otvaraju se rezultati pretraživanja za taj naziv.

### Pretraživanje
Nazivi se u Struni mogu pretraživati jednostavnim i naprednim pretraživanjem.

#### Jednostavno pretraživanje
Jednostavnim se pretraživanjem pretražuju svi nazivi koji postoje u Struni bez obzira na njihov status (preporučeni, predloženi, dopušteni, nepreporučeni...). Može se pretraživati samo cijela riječ.

#### Rezultati
Rezultati jednostavnoga pretraživanja ispisuju se u skupinama po 15 naziva na stranici. Redoslijed je određen prema relevantnosti rezultata, a najvažniji je rezultat na vrhu.

#### Napredno pretraživanje
U naprednome pretraživanju korisnik sam odlučuje koje će polje pretraživati. U tome je pretraživanju omogućeno postavljanje složenih upita s pomoću Booleovih operatora.
Znakovi koji se mogu upotrebljavati pri pretraživanju:

* (zvjezdica) → bilo koji znak

zvjezdica se upotrebljava na kraju niza znakova za upit i zamjenjuje bilo koji znak zrakoplov* → zrakoplov, zrakoplovi dugoga dometa, zrakoplovna konstrukcija itd.

(razmak) → ili

+ (plus) → mora biti

znak plus označuje da se niz znakova iz upita mora pojaviti u rezultatu

- (minus) → ne smije

znak minus označuje da se niz znakova iz upita ne smije pojaviti u rezultatu

"" (navodnici) → navodnicima se označuje niz znakova iz upita koji se točno u tome obliku mora pojaviti u rezultatu
Primjer:

1) prostor euklidski s uključenom mogućnošću pretraživanja samo konteksta kao rezultat sve nazive koji u kontekstu imaju ili "prostor" ili "euklidski"

2) +prostor -euklid* s uključenom mogućnošću pretraživanja samo definicije, dat će kao rezultat sve nazive koji u definiciji imaju "prostor", ali nemaju "Euklid", "Euklidov", "euklidski"...

### Pregled naziva
Odabirom određenoga naziva u rezultatima pretraživanja otvara se potpuni pregled toga naziva.
Podatci o vrelu naziva, definicije ili konteksta (primjera uporabe naziva u kontekstu) otvaraju se pritiskom na znak (i).
Hrvatske terminološke norme mogu se pretraživati zasebno (Terminološke norme) ili u naprednome pretraživanju.

## O terminološkoj bazi
Za potrebe projekta osmišljena je terminološka baza podataka pri čijoj je izradbi i usavršavanju velika pozornost posvećena postojanosti i jednostavnosti uporabe te usklađenosti sa suvremenim standardima terminografskoga opisa i terminološke struke. Predviđajući različite korisničke potrebe, početna baza (prva inačica) izrađena je tako da se shema može jednostavno razrađivati, prilagođivati i dopunjavati. Četvrta inačica, koja se trenutačno upotrebljava, zadovoljava sve potrebe obradbe terminološke natuknice za ukupno 14 različitih terminoloških zbirka. Baza je izrađena u MySQL okruženju, a sučelje i tražilica izrađeni su s pomoću HTML5, CSS3 i biblioteke jQuery.
Sučelje za unos sadržava 46 polja u koja se unose podatci. Polja naziv i definicija obvezatna su, a ostala se popunjavaju ovisno o složenosti obradbe samoga naziva. Visoka razina postojanosti postignuta je raščlanjivanjem strukture u entitetske tablice čime je omogućeno raspoređivanje podataka u srodne skupine, višestruki unos u polja te unos odabirom iz padajućih izbornika za ona polja čije su vrijednosti unaprijed određene. Takav je pristup krajnjemu korisniku osigurao jednostavnost i točnost obradbe terminološke natuknice.
Terminološka natuknica obrađuje se u pet osnovnih faza koje olakšavaju usklađivanje nazivlja na razini projekta, ali i na razini cijele Strune. Takav način obradbe uz sustav dopisivanja omogućuje visoku razinu suradnje između suradnika na projektu i terminologa te jezičnoga savjetnika iz Instituta za hrvatski jezik i jezikoslovlje.
Predviđajući potrebu za razmjenom podataka i usklađivanjem s postojećim i budućim svjetskim terminološkim zbirkama, pri osmišljavanju sheme i određivanju kategorija relacijske baze vodili smo se preporukama za razmjenu terminoloških baza TBX-om. Shema relacijske baze Strune u potpunosti je kompatibilna s TBX-om koji je od 2011. propisan u normi ISO-a, što jamči jednostavnu razmjenu podataka sa svim svjetskim digitalnim terminološkim zbirkama.

## Iz povijesti Strune
O pokretanju projekta i njegovu praćenju Vijeće za normu raspravljalo je na nizu svojih sjednica te ovdje donosimo sažet prikaz utemeljivanja toga važnog projekta koji uključuje suradnju institutskih normativista i terminologa te raznorodnih stručnjaka i brojnih znanstvenih i visokoškolskih ustanova u Republici Hrvatskoj.
Na poticaj ravnateljice Instituta za hrvatski jezik i jezikoslovlje dr. sc. Dunje Brozović Rončević predsjednik Vijeća za normu hrvatskoga standardnog jezika pri Ministarstvu znanosti, obrazovanja i športa akademik Radoslav Katičić 15. sjednicu Vijeća održanu 21. prosinca 2006. godine posvetio je raspravi o uporabi stranih riječi u hrvatskome jeziku. Nakon iscrpne rasprave Vijeće je zaključilo da se uputi pismo Ministarstvu znanosti, obrazovanja i športa i Nacionalnoj zakladi za znanost (danas Hrvatskoj zakladi za znanost) s pozivom da se pokrenu, a možda i naruče, projekti izradbe hrvatskoga nazivlja i to u suradnji jezikoslovaca i stručnjaka za različita područja.
O pokretanju projekta izgradnje strukovnoga nazivlja Vijeće je raspravljalo na 16. sjednici održanoj 22. ožujka 2007. godine te je tada oblikovan i konačan prijedlog dopisa koji je predsjednik Vijeća uputio Nacionalnoj zakladi za znanost, Ministarstvu znanosti, obrazovanja i športa te Hrvatskoj akademiji znanosti i umjetnosti.
"Vijeće za normu hrvatskoga standardnog jezika na svojoj 15. sjednici održanoj 21. prosinca 2006. zaključilo je da vam se obrati s pozivom da se pokrenu, a možda i naruče, projekti izradbe hrvatskoga nazivlja za područja na koja najbrže prodiru tuđice, i to s interdisciplinarnom suradnjom jezikoslovaca i stručnjaka za područje, npr. za područje europske pravne stečevine, računalnih znanosti, gospodarstva, financija i tržišta te svih znanstvenih područja. Te projekte trebaju voditi ugledni jezikoslovci u suradnji s ustanovama koje se takvim zadatcima bave ili ih se bitno tiču. Za njih bi se morala, prema potrebi, otvarati radna mjesta, i za izgrađene znanstvenike i za novake, kojima bi to bio glavni zadatak (a ne dodatni uz mnoge druge). Rad se na nazivlju mora intenzivirati prema potrebama odgovora na terminološke izazove na tim područjima i valja usustaviti i udružiti potrebne snage i znanja. Prijedlozi za nazivlje potekli iz rada na takvim projektima mogli bi prolaziti prvu provjeru u Institutu za hrvatski jezik i jezikoslovlje, a drugu i višu (općenitiju i načelno konačnu) u Vijeću za normu hrvatskoga standardnog jezika. Uz dobru organizaciju, za razmjerno bi se mala sredstva mogli rješavati razmjerno veliki problemi koji ugrožavaju opstanak hrvatskoga jezika."
Na 17. sjednici održanoj 31. svibnja 2007. godine Vijeće za normu hrvatskoga standardnog jezika raspravljalo je o postupcima pri izgradnji stručnoga nazivlja. Ravnateljica Instituta za hrvatski jezik i jezikoslovlje dr. sc. Dunja Brozović Rončević upoznala je Vijeće s pozitivnim reakcijama ministra znanosti dr. sc. Dragana Primorca na zamolbu da se u Institutu za hrvatski jezik i jezikoslovlje otvore nova radna mjesta za stručnjake koji bi se bavili isključivo izgradnjom hrvatskoga strukovnog nazivlja i koordinirali rad sa stručnjacima za pojedina područja.
Na 18. sjednici održanoj 28. lipnja 2007. godine Vijeće je raspravljalo o sažetome prikazu temeljnih terminoloških načela što su za prethodnu sjednicu u ime Instituta pripremile dr. sc. Milica Mihaljević, voditeljica Odjela za hrvatski standardni jezik, i ravnateljica Instituta za hrvatski jezik i jezikoslovlje dr. sc. Dunja Brozović Rončević. Nakon rasprave članovi Vijeća jednoglasno su u ime Vijeća prihvatili predloženi tekst. Ravnateljica Instituta upoznala je članove Vijeća s dopisom prof. dr. sc. Pere Lučina, predsjednika Upravnoga odbora Nacionalne zaklade za znanost, visoko školstvo i tehnologijski razvoj Republike Hrvatske, kojim on obavještava Vijeće da je Zaklada spremna raspisati natječaj kojim bi financijski poduprla znanstvenike koji se bave izgradnjom nazivlja pojedinih struka.
Na 19. sjednici Vijeća za normu hrvatskoga standardnog jezika održanoj 11. listopada 2007. godine ravnateljica Instituta za hrvatski jezik i jezikoslovlje dr. sc. Dunja Brozović Rončević obavijestila je članove Vijeća da je Nacionalna zaklada za znanost, visoko školstvo i tehnologijski razvoj Republike Hrvatske poduprla inicijativu Vijeća iz svibnja 2007. godine te je Upravni odbor Zaklade odlučio projekt Izgradnja hrvatskoga strukovnog nazivlja u okviru programa Sociokulturna tranzicija iz industrijskog u društvo znanja financirati s 1 000 000 kuna. U rujnu 2007. godine raspisan je natječaj za projekt koordinacije koji u ime Zaklade vodi dr. sc. Dunja Brozović Rončević. Na Upravnome odboru Zaklade odlučeno je da će sljedeći natječaj za znanstvenike koji se bave izgradnjom nazivlja pojedinih struka biti raspisan u travnju 2008. godine.
Na natječaju koji je Hrvatska zaklada za znanost raspisala za projekt koordinacije Izgradnja hrvatskoga strukovnog nazivlja prihvaćen je projekt Instituta za hrvatski jezik i jezikoslovlje pod vodstvom dr. sc. Milice Mihaljević te je Institut izabran za nacionalnoga koordinatora projekta izgradnje hrvatskoga strukovnog nazivlja. Na 20. sjednici Vijeća za normu hrvatskoga standardnog jezika održanoj 6. prosinca 2007. godine izraženo je zadovoljstvo što je inicijativa Vijeća naišla na takvo razumijevanje i potporu Hrvatske zaklade za znanost te je zaključeno da će Vijeće nastaviti pratiti ostvarivanje toga projekta i bdjeti nad valjanosti njegova izvođenja.
Jednogodišnji je ugovor s Hrvatskom zakladom za znanost (tada NZZ) sklopljen za razdoblje od 15. siječnja 2008. do 15. siječnja 2009. godine. Izvješće o radu na projektu ravnateljica Instituta dr. sc. Dunja Brozović Rončević podnijela je Vijeću i na 21. sjednici održanoj 6. ožujka 2008. te na 24. sjednici Vijeća održanoj 7. prosinca 2009. godine.

#### Projekt koordinacije (od 15. siječnja 2008. do 15. siječnja 2009.)
Projekt Hrvatsko strukovno nazivlje – projekt koordinacije trajao je od 15. siječnja 2008. do 15. siječnja 2009. godine. Voditeljica projekta bila je dr. sc. Milica Mihaljević. Cilj je projekta bio osigurati potrebne preduvjete za provedbu druge faze projekta u kojoj je predviđena suradnja sa stručnjacima različitih struka. Da bi se taj cilj ostvario, projektom koordinacije predviđa se: 1. izradba terminološkoga priručnika; 2. izradba jedinstvene baze podataka; 3. organizacija radionica za izobrazbu stručnjaka pojedinih struka i terminologa. U jednogodišnjemu razdoblju ostvareni su svi navedeni ciljevi.
I. Izrađen je Hrvatski terminološki priručnik koja obuhvaća poglavlja: Predgovor, Uvod – što je nazivlje, Osnovni terminološki pojmovi, Odnos znanstvenog nazivlja, nazivlja koje pripada ostalim funkcionalnim stilovima standardnog jezika i znanstvenomu žargonu, Načini postanka novih naziva, Terminološka načela, Leksikografija i terminografija, Rječnički članak, Baza podataka, Neke tipične jezične pogreške (pomoć pri oblikovanju definicija). Priručnik su napisale dr. sc. Milica Mihaljević i dr. sc. Lana Hudeček (a poglavlje o bazi podataka Bruno Nahod). Priručnik su recenzirale dr. sc. Maja Bratanić i dr. sc. Marija Znika.
Priručnik pruža osnovna znanja potrebna svakomu autoru terminološkoga rječnika. Uvode se osnovni terminološki pojmovi i nazivi, razrađuju načini postanka novih naziva te iscrpno opisuju i oprimjeruju terminološka načela. Također se opisuju terminološki rječnici i terminološke baze podataka. Posebna se pozornost posvećuje tipičnim jezičnim pogreškama koje se pojavljuju na svim jezičnim razinama.
II. Za potrebe projekta osmišljena je jedinstvena baza podataka pri čijoj je izradbi naglasak stavljen na postojanost, jednostavnost uporabe i kompatibilnost s postojećim bazama podataka, normama i preporukama. Ta će se baza dalje dograđivati i mijenjati u skladu s potrebama pojedinih struka.
III. Osmišljene su i izrađene prezentacije: Stvaranje novih naziva i terminološka načela (Lana Hudeček i Milica Mihaljević); Pogreške pri uspostavi naziva i definicija (Lana Hudeček i Milica Mihaljević); Utjecaj engleskog jezika na hrvatski pri uspostavi naziva i stvaranju definicija (Lana Hudeček i Milica Mihaljević) i Baza podataka (Bruno Nahod i Tomislav Stojanov).
IV. Suradnici na projektu posjetili su Inštitut za slovenski jezik Frana Ramovša ZRC SAZU te je potpisan ugovor o suradnji s tim institutom. Suradnici na projektu (Milica Mihaljević, Lana Hudeček, Tomislav Stojanov, Kristian Lewis, Ivo-Pavao Jazbec, Damir Ćavar, Bruno Nahod) sudjelovali su u radu terminološke škole (Poletna terminološka šola), znanstvenoga skupa i okrugloga stola koji se u rujnu održao u Ljubljani. Održani su ovi referati: Damir Ćavar, Ivo-Pavao Jazbec, Bruno Nahod: Struktura i razvoj baze podataka za potrebe projekta Hrvatsko strukovno nazivlje – projekt koordinacije, Lana Hudeček, Milica Mihaljević: Načela normiranja hrvatskih naziva; Milica Mihaljević, Bruno Nahod: Croatian Terminology in the Time of Globalization (izlaganje na okruglome stolu), Kristian Lewis, Tomislav Portada, Tomislav Stojanov: Rad na Struni na primjeru hrvatskoga kemijskog nazivlja. Ti su referati objavljeni u zborniku skupa. Milica Mihaljević i Lana Hudeček sudjelovale su 6. prosinca na kolokviju Hrvatski nazivi za europske pojmove (Terminološki i prevoditeljski aspekti pristupanja Hrvatske EU) s referatom Jezična i terminološka analiza nekih naziva iz Euroterma. Konačni tekst referata objavljen je kao poglavlje u knjizi Hrvatski jezik na putu u EU.

### Druga faza rada na Struni - suradnja s projektima
Od 1. rujna 2009. vodstvo programa Struna preuzela je prof. dr. sc. Maja Bratanić. Tek se u drugoj fazi rada nakon uključivanja većega broja projekata koji su imali različite terminološke potrebe, moglo u potpunosti sagledati sve probleme povezane s tako zahtjevnim projektom upravljanja nazivljem. U program Struna do kraja 2011. godine uključilo se trinaest projekata koje financijski podupire Hrvatska zaklada za znanost.
Zbog potreba za preciznijim razlikovanjem kategorija terminoloških podataka i eksplicitnijim usklađivanjem s pojmovnim pristupom koji je svojstven terminografskomu radu, struktura terminološkoga zapisa u bazi Strune dodatno je nadograđena u skladu s normama ISO-a i standardom TBX (Term Base eXchange). U nju su ugrađene nove kategorije podataka (ISO 12620) pa je početnih 18 polja sučelja za unos podataka o nazivu naraslo na današnjih 46.
Budući da prva inačica terminološke baze nije predviđala razredbenu shemu prema kojoj bi se prijavljivali projekti i organizirala sama baza, u ovoj je fazi ona uvedena. To omogućuje koherentno dograđivanje baze sumjerljivim i kompatibilnim znanstvenim i umjetničkim područjima i disciplinama. Nakon usporedba različitih razredaba i njihovih prednosti i nedostataka, izabrana je ona najbolje poznata hrvatskim korisnicima iz Pravilnika Nacionalnoga Vijeća za znanost, objavljenoga 2009. godine.
Uspostavljena je suradnja s Hrvatskim zavodom za norme i zahvaljujući tomu u Strunu se ugrađuju i hrvatske terminološke norme (rječnici norme) iz kojih je do kraja 2011. godine preuzeto više od 1400 naziva iz različitih područja.
Svi terminolozi koji rade na Struni članovi su ili vanjski suradnici terminološkoga odbora (TO 37) Hrvatskoga zavoda za norme i aktivno sudjeluju u njegovu radu i na izradbi hrvatskih prijevoda terminoloških norma. Institut za hrvatski jezik i jezikoslovlje 2009. godine postao je članom Infoterma (International Information Centre for Terminology), najutjecajnijega svjetskog terminološkog tijela.
Voditeljica Strune prof. dr. sc. Maja Bratanić izabrana je 2010. godine za člana Odbora Europskoga terminološkoga društva (EAFT).
Tijekom 2010. i 2011. godine ustrojen je uži terminološki tim Strune koji čine članovi Odjela za opće, poredbeno i računalno jezikoslovlje IHJJ-a. Budući da u Republici Hrvatskoj zasad ne postoje nikakvi oblici usavršavanja ili sveučilišnoga studija terminologije, njihova je početna obuka osigurana pohađanjem Ljetne terminološke škole u organizaciji Termneta u Beču ili Kölnu i stjecanjem međunarodne svjedodžbe terminologa (ECQA Certified Terminology Manager), a jedan je suradnik završio i napredni terminološki kolegij Instituta za primijenjenu lingvistiku sveučilišta Pompeu Fabra u Barceloni kod svjetski poznate stručnjakinje Marie Terese Cabré. Unutar Odjela organiziraju se i radionice, pa je tako u kratko vrijeme osposobljen kompetentan tim terminologa. Svi se oni u svojemu znanstvenom radu sada bave terminološkim temama (vidi Objavljeni radovi).
Zahvaljujući dvogodišnjem iskustvu u radu sa suradničkim projektima Strune razvijen je protokol koji omogućuje da terminolozi i jezični savjetnici iz Odjela za hrvatski standardni jezik, koji ovoj suradnji doprinose jezičnom ekspertizom i svojim leksikografskim iskustvom, u terminološkome radu sa stručnjacima pojedinih struka dostignu visoke standarde i zadovolje sve profesionalne zahtjeve koji se danas postavljaju u terminografskome radu i upravljanju strukovnim nazivljem.
Program je predstavljen 21. veljače 2012. godine povodom Međunarodnoga dana materinskoga jezika.

## Vanjske poveznice
- http://struna.ihjj.hr/